# Phryma
Phryma L., 1753 è un genere di piante angiosperme della famiglia Phrymaceae. È l'unico genere della tribù Phrymeae Hogg, 1858.

## Tassonomia
In passato il genere Phryma veniva attribuito alle Verbenaceae o alle Lamiaceae. Recenti studi filogenetici hanno evidenziato una parentela con il genere Mimulus, con i generi americani Hemichaena e Leucocarpus e con un piccolo raggruppamento di specie australiane comprendente i generi Elacholoma, Glossostigma, Microcarpaea e Peplidium; tutti questi generi sono stati pertanto segregati nella famiglia Phrymaceae.
Il genere comprende le seguenti specie:
- Phryma leptostachya L.
- Phryma nana Koidz.
- Phryma oblongifolia Koidz.